# Рудолф Хаузнер
Рудолф Хаузнер (Беч 1914 — Мадлинг код Беча, 1995) је био аустријски сликар, један од најзначајнијих представника Бечке школе и фантастичног реализма. Школовао се на академији у Бечу. Након Другог светског рата када у уметности доминира сликање апстрактних представа он повезује надреалистичне представе са реалистичним начином сликања и на тај начин је био настављач веристичке и традиције нове стварности. Најпознатија и централна тема његовог стваралаштва представља аутобиографски конципирана фигура Адама. Она има Хаузнерове црте лица а уз помоћ мноштва симбола и атрибута добија надреалне ефекте. 